# 贾耕
贾耕（1863年—1929年），原名酉山，字书农，山西沁水县人，清朝及中华民国政治人物。

## 生平
贾耕是清朝乙酉科拔贡，辛卯科举人，保荐经济特科，民政部疆理司行走；历任奉天省西丰县、通化县等县知县，岫巖州知州，候补直隶州知州；历充山西大学堂教习，东三省总督署度支科参事。
中华民国成立后，他任袁世凯大总统府谘议兼礼制馆主任编纂员、约法会议议员。后来他曾任安福国会参议院议员。1920年直皖战争爆发后不久，段祺瑞垮台，贾耕、田应璜、梁善济等山西在北京的国会议员因属于段祺瑞派，故匆忙离开北京返回山西。
1915年，经常赞春等人组织，山西文献征存局在北京成立，贾耕任该局总纂，任至去世为止。
1929年，他在家乡逝世。

## 著作
- 沧粟庐文编[2]

## 家庭
他是贾景德的叔父